# Saint-Romans
 Saint-Romans  es una población y comuna francesa, en la región de Ródano-Alpes, departamento de Isère, en el distrito de Grenoble y cantón de Pont-en-Royans.

## Demografía
| 941 | 1001 | 1129 | 1306 | 1367 | 1410 |
| Para los censos de 1962 a 1999 la población legal corresponde a la población sin duplicidades (Fuente: INSEE [Consultar]) |      |      |      |      |      |